# The Press (York)
The Press è il quotidiano locale per una vasta area del North e East Yorkshire, con sede nella città di York nel Regno Unito. È stampato da Newsquest (York) Ltd, una sussidiaria del Newsquest Media Group.
Conosciuto come Yorkshire Evening Press dalla sua prima pubblicazione nel 1882 fino alla fine degli anni '90, il giornale è passato dal formato broadsheet al formato compact il 6 settembre 2004 e poco dopo ha eliminato "York" dal titolo ed è divantato un quotidiano del mattino il 24 aprile 2006; il titolo è cambiato per adeguarsi a questo cambiamento.
Oltre a York, le principali città trattate dal giornale includono Selby, Tadcaster, Thirsk, Easingwold, Harrogate, Ryedale (incluse Malton, Norton e Pickering) e la più ampia costa orientale.
Nel 2010-2011 ha avuto una tiratura di 25 989 copie , ma alla fine del 2018 era scesa a poco più di 11 000.